# Esporte Clube Tigres do Brasil
L'Esporte Clube Tigres do Brasil, noto anche semplicemente come Tigres do Brasil, è una società calcistica brasiliana con sede nella città di Duque de Caxias, nello stato di Rio de Janeiro.

## Storia

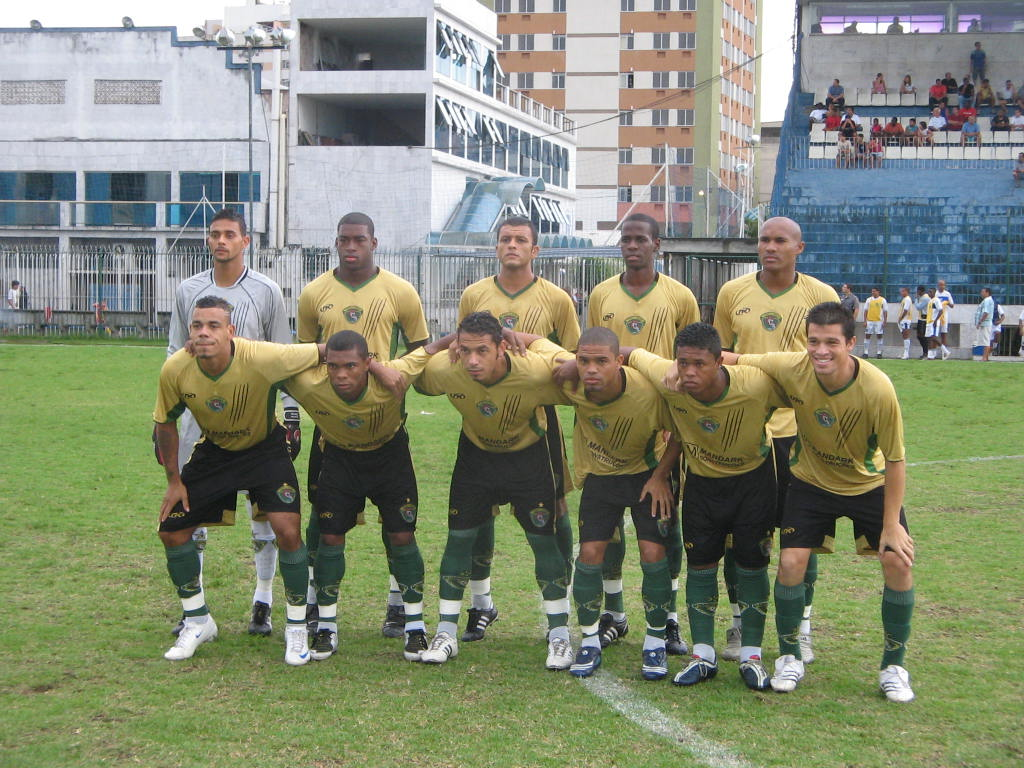
Tigres professionistiche nel 2008

Il club è stato fondato il 19 gennaio 2004 con il nome di Esporte Clube Poland do Brasil, a causa della partnership con la Poland Química, una società chimica. L'Esporte Clube Poland do Brasil ha cambiato nome con quello attuale, Esporte Clube Tigres do Brasil, durante gli ultimi mesi del 2004. Il club, sotto la guida di Flávio Silva, ha vinto il suo primo titolo nel 2005, che è stata la Copa Rio. Il Tigres do Brasil ha partecipato al Campionato Carioca nella stagione 2009.

## Palmarès

### Competizioni statali
- Copa Rio: 2

2005, 2009

### Competizioni giovanili
- Campionato Carioca Sub-20: 1

2009